# Лок, Темби
Те́мби Лок (англ. Tembi Locke; род. 26 июля 1970, Хьюстон, Техас) — американская актриса кино и телевидения. Наиболее известна зрителю по сериалам «Скользящие» и «Эврика».

## Биография
Тембекайл Лок родилась в 1970 году в Хьюстоне, штат Техас. Её родители — борцы за гражданские и политические права. Темби окончила старшую школу Алефа Гастингса. После её окончания Темби, свободно владеющая итальянским языком, полтора года жила в Италии по программе студенческого обмена, где познакомилась с будущим мужем и даже появилась несколько раз на местном телевидении. После возвращения на родину Лок окончила Уэслианский университет со степенью «историк искусства». После окончания вуза Лок переехала в Нью-Йорк, где днём училась актёрскому мастерству в школе «Круг в квадрате», а вечерами подрабатывала официанткой.
Темби Лок была замужем за поваром-итальянцем, который умер в 2012 году. После его смерти она написала книгу From Scratch, где описала их жизнь. В данное время Netflix снимает сериал по этой книге. В настоящее Темби Лок время живёт в Лос-Анджелесе. Она вегетарианка, выращивает овощи прямо в городе на пустырях. Кроме того, Лок увлекается кулинарией, бегом, рыбной ловлей, участвует в нескольких программах гражданского активизма.
Впервые на телеэкранах Лок появилась в 1994 году, исполнив небольшую роль в одном эпизоде сериала «Принц из Беверли-Хиллз», дебют на широком экране состоялся двумя годами позднее в фильме «Две опасные леди» (Ringer). К 2016 году в актёрском багаже Лок около полусотни ролей в телесериалах, теле- и кинофильмах.

## Избранная фильмография

### Телевидение
- 1994 — Принц из Беверли-Хиллз / The Fresh Prince of Bel-Air — Валери Джонсон (в 1 эпизоде[3])
- 1995—1996 — Беверли-Хиллз, 90210 / Beverly Hills, 90210 — Лиза Диксон (в 5 эпизодах[4])
- 1996 — Мартин[англ.] / Martin — Линда Ливингстон (в 1 эпизоде[5])
- 1996 — В доме[англ.] / In the House — Шанна (в 2 эпизодах[6])
- 1997 — Братья Уэйэнсы[англ.] / The Wayans Bros. — Донна (в 1 эпизоде[7])
- 1998 — Шоу Джейми Фоккс[англ.] / The Jamie Foxx Show — Моник (в 1 эпизоде)
- 1999 — Друзья / Friends — Карин (в 1 эпизоде 6-го сезона[англ.][8])
- 1999—2000 — Скользящие / Sliders — доктор Диана Дэвис (в 18 эпизодах[9])
- 2000 — Хьюли[англ.] / The Hughleys — Мыйша (в 1 эпизоде[10])
- 2002 — Один на один[англ.] / One on One — доктор Тиддлхорн (в 1 эпизоде[11])
- 2003 — Прикосновение ангела / Touched by an Angel — Аманда (в 1 эпизоде[12])
- 2003 — Женская бригада / The Division — Нора Лоуэлл (Вик) (в 1 эпизоде)
- 2003 — Ева[англ.] / Eve — Камми (в 1 эпизоде[13])
- 2004 — Шоу Берни Мэка[англ.] / The Bernie Mac Show — миссис Диггс (в 1 эпизоде[14])
- 2004 — Пятерняшки[англ.] / Quintuplets — Джилл (в 1 эпизоде)
- 2006 — C.S.I.: Место преступления Нью-Йорк / CSI: NY — Эллен Филдинг (в 1 эпизоде[15])
- 2006 — Внезапная удача[англ.] / Windfall — Эдди Таунсенд (в 6 эпизодах)
- 2009 — Менталист / The Mentalist — Маршал Кристи Нокс (в 1 эпизоде[16])
- 2010 — Кости / Bones — Мэрилин Стоддард (в 1 эпизоде[17])
- 2010—2012 — Эврика / Eureka — Грейс Монро (в 24 эпизодах[18])
- 2012 — Касл / Castle — Бет Кэбот (в 1 эпизоде[19])
- 2014 — Морская полиция: Спецотдел / NCIS — Элис Кент Стэли (в 1 эпизоде[20])
- 2015 — Чокнутая бывшая / Crazy Ex-Girlfriend — доктор (в 1 эпизоде[21])
- 2015 — наст. время — Волшебники / The Magicians — доктор Дженнифер Лондон (в 2 эпизодах)
- 2016 — Стрелок / Shooter — Клэр Хопкинс, специальный агент ФБР
- 2016 — Корпорация «Мечта»[англ.] / Dream Corp, LLC — Гутьеррес

### Широкий экран
- 1997 — Сталь / Steel — Норма
- 2011 — Баки Ларсон: Рождённый быть звездой / Bucky Larson: Born to Be a Star — Guiness Woman
- 2014 — Тупой и ещё тупее 2 / Dumb and Dumber To — доктор Барбара Уолкотт